# 茨沃塔
茨沃塔（德語：Zwota，發音：[ˈtsvoːta]）是德国萨克森州福格特兰县曾经的一个市镇，面积21.78平方千米，人口为人。2013年1月1日，茨沃塔并入市镇克林根塔尔。